# Voldtægt som krigsvåben (film)
|  | Denne artikel er oprettet af botten PalnaBot ud fra en ekstern database. Den kan derfor have sproglige fejl eller mangler. Denne skabelon kan fjernes efter kontrol af indholdet. |

Voldtægt som krigsvåben er en dokumentarfilm instrueret af Annette Mari Olsen, Katia Forbert Petersen efter manuskript af Annette Mari Olsen, Katia Forbert Petersen.

## Handling
Hver dag mødes en gruppe kvinder i en forening beliggende i forstad til Sarajevo. Alle har de en fælles historie. Foreningen er filmens omdrejningspunkt og her finder vi filmens udspring. Under krigen på Balkan i årene 1992-1995 bliver mellem 40-50.000 kvinder udsat for voldtægt. Voldtægt bliver brugt som krigsstrategi, på samme måde som vi er vidne til, gennem mange hundrede års krigshistorie. I filmen oplever vi, hvordan massevoldtægt ødelægger, ikke kun kvinderne som er udsat for voldtægt, men også hele familier og samfund i flere generationer. For disse ofre er juridisk retfærdighed det eneste håb om at opnå fornyet selvværd og integritet.